# Klutiana reticulata
Klutiana reticulata là một loài tò vò trong họ Ichneumonidae.